# یوزف یانکش
یوزف یانکش (اسلواکی: Jozef Jankech؛ زادهٔ ۲۴ اکتبر ۱۹۳۷) مربی فوتبال اهل اسلواکی است.